# Bolitophila mayeri
Bolitophila mayeri är en tvåvingeart som beskrevs av Eberhard Plassmann 1987. Bolitophila mayeri ingår i släktet Bolitophila och familjen smalbensmyggor. Inga underarter finns listade i Catalogue of Life.